# Zone d'occupation italienne en France

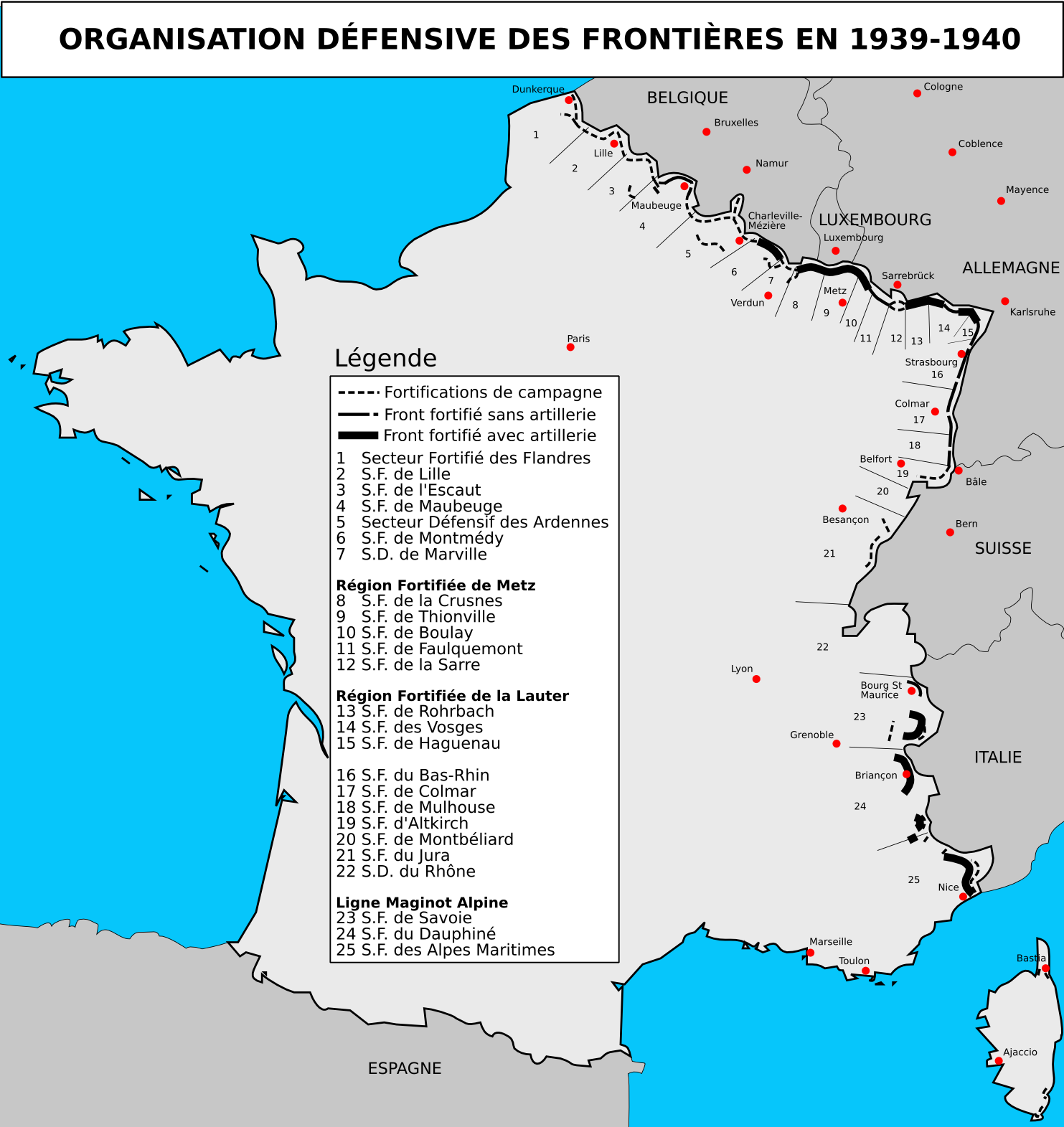
Organisation défensive des frontières en 1939-1940.

Avancée des armées allemandes entre le 13 et le 25 juin 1940 et tentative d'attaque italienne à partir du 21 juin.

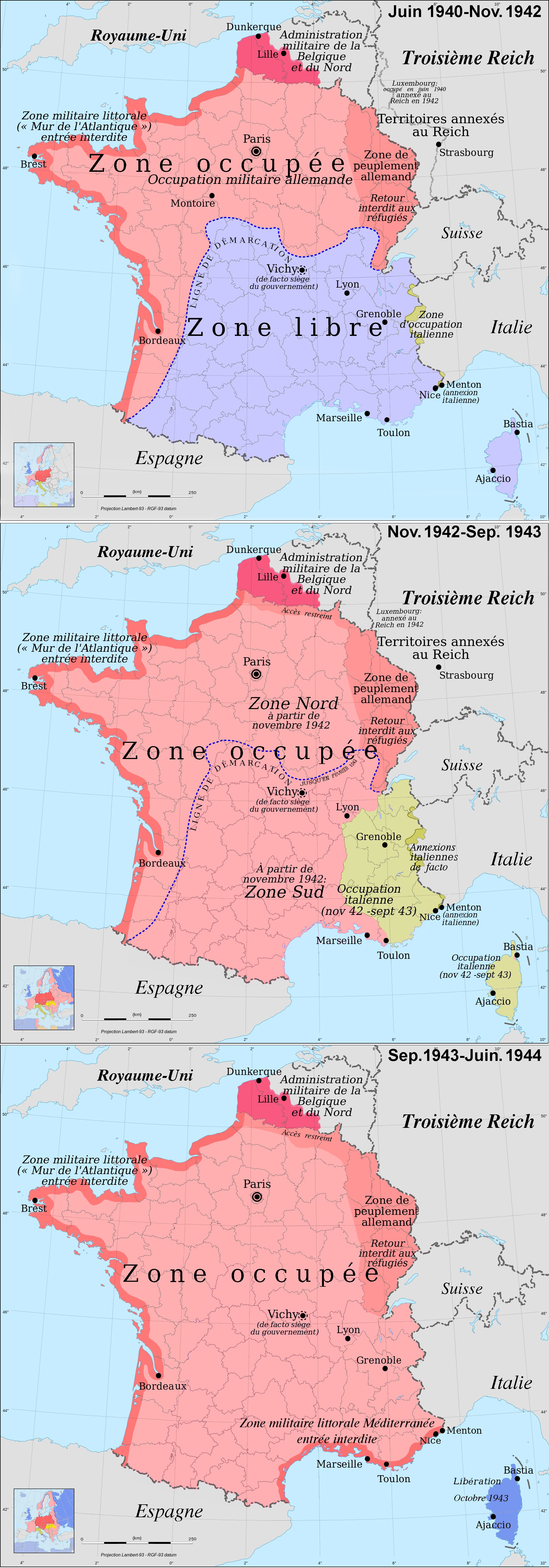
Zones d'occupation en France de 1940 à 1944 :
• initialement en juillet 1940, le pays est coupé en quatre : zone occupée (dont une petite partie italienne), zone libre (séparation par une ligne de démarcation), Alsace-Moselle annexée de facto par le Reich, et deux départements du Nord sous l'administration militaire allemande de Bruxelles ;
• en novembre 1942 la zone occupée allemande s'étend : à la zone initiale (dite « zone nord ») s'ajoute la majeure partie de la zone libre (dite « zone sud » à partir de novembre 1942) ; simultanément l'Italie occupe la plupart des territoires à l'est du Rhône et la Corse ;
• en octobre 1943 les Italiens se retirent, la zone occupée allemande s'étend à tout le pays, mais simultanément la Corse se libère ;
• durant l'été 1944, à partir du 6 juin, la plus grande partie du territoire est libérée par les forces Alliées et celles de la Résistance.

Une zone d’occupation italienne en France lors de la Seconde Guerre mondiale (bataille de France) a été instituée par l’armistice du 24 juin 1940 signé entre les représentants de la France et de l’Italie et qui est intervenu immédiatement après celui du 22 juin 1940 entre la France et l’Allemagne.

## Armistice de la villa Incisa
L’armistice du 24 juin 1940 a été signé à la villa Incisa, à l'Olgiata, près de Rome.
Après la bataille des Alpes, la zone d’occupation italienne en France couvre initialement plusieurs zones frontalières. En effet, Hitler a rencontré Mussolini le 18 juin à Munich pour le convaincre de s’en tenir à ses vues. Le Duce exigeait la flotte et l’aviation françaises, et voulait occuper la France jusqu’au Rhône, annexer Nice, la Savoie, la Corse, la Tunisie, Djibouti, les villes d’Alger, d’Oran et de Casablanca. Hitler considérait ces prétentions démesurées et de nature à compromettre la signature de l’armistice et la future « satellisation » de la France, d’autant que les Français protestent énergiquement contre les prétentions italiennes, la France n’ayant pas été vaincue par l’Italie, et « les hostilités n'[ayant] pratiquement jamais été ouvertes ».
C’est pourquoi, initialement, la zone d’occupation italienne est réduite : 800 km2, 28 000 habitants dont les 3/4 à Menton, mais comprend tout de même l’essentiel des fortifications bâties par la France sur sa frontière alpine : la « Ligne Maginot alpine ». Quatre départements sont ainsi partiellement occupés : Alpes-Maritimes, Basses-Alpes (Alpes-de-Haute-Provence depuis 1970), Hautes-Alpes, Savoie. Une deuxième ligne dite logistique ou de commodité, à l'ouest de leurs zones d'occupation, forme un secteur où les troupes italiennes ont un droit de passage compte-tenu du caractère montagneux de leur zone. En outre, une zone démilitarisée était établie en territoire français sur une largeur de 50 km à vol d’oiseau à partir de la nouvelle frontière ou de la limite des zones d’occupation italienne en France. Enfin une quatrième ligne, suivant le Rhône de son embouchure à Lyon puis une ligne de Lyon à la frontière suisse, délimite un secteur dans lequel les Italiens peuvent opérer des contrôles du désarmement français suivant les conventions de l'armistice.
Les petits territoires constituant la zone d'occupation sont annexés par l’Italie, sans que cela soit officiellement reconnu par la France (pas plus que l’annexion de l’Alsace-Moselle opérée par l’Allemagne), Menton est la plus peuplée de ces zones. Les occupants s'efforcent de re-italianiser Menton : l'italien redevient la langue officielle et obligatoire. L'enseignement est redonné en italien. La signalisation des rues est en italien. De nouvelles bornes kilométriques indiquent la distance avec Rome. Les habitants reçoivent une carte d'identité italienne et utilisent des timbres-poste italiens. Un nouveau journal, Il Nizzardo, est créé. La lire italienne est la monnaie légale.
Les deux départements de Savoie et le département de la Corse restent français : durant cette première période, ils ne furent ni annexés, ni occupés, ni démilitarisés, à l’exception d’une bande de territoire en Haute-Savoie.

## Invasion de la zone libre

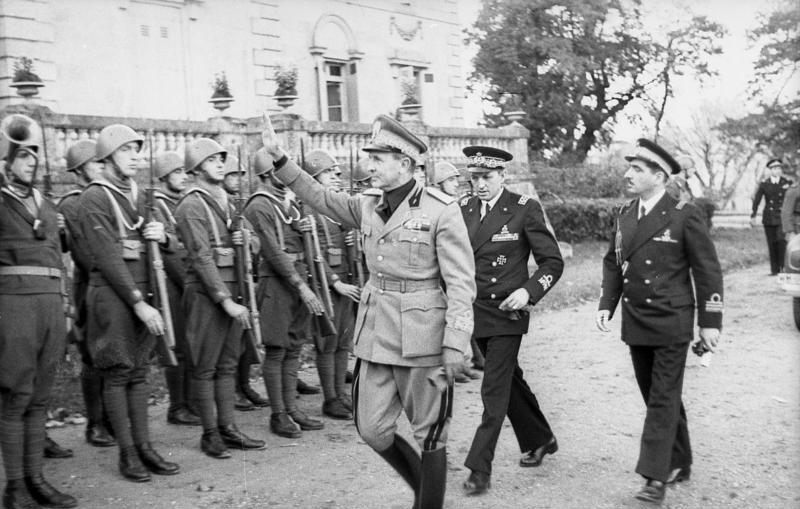
Peloton de l'armée d'occupation italienne en France passée en revue par des officiers italiens : un général, un préfet maritime et un amiral en 1942.

Les autres territoires revendiqués par Mussolini à la frontière entre la France et l'Italie sont occupés par l’armée italienne à partir du 11 novembre 1942, en concordance avec l’invasion par les Allemands de la zone libre, antérieurement non occupée, en représailles au débarquement allié en Afrique du Nord,. La ville de Nice par exemple est occupée par les Italiens dès le 11 novembre 1942. Une zone d’occupation italienne en France bien plus importante est alors établie, par voie d'accords entre l'Allemagne nazie et l’Italie fasciste, jusqu’à la rive gauche du Rhône et en Corse (sans pour autant que cette dernière soit officiellement annexée),.
Selon Éric Alary, 
Durant les onze mois d’existence de leur zone d’occupation élargie, les autorités italiennes protégèrent les Juifs de la persécution des nazis et du régime de Vichy,, — grâce à l'action du banquier juif italien Angelo Donati, du capucin père Marie-Benoît et du comité Dubouchage. Des milliers de Juifs furent mis en « résidence forcée » dans la zone de Vence et de Saint-Martin-Vésubie. Ces centres de « résidence forcée » étaient en réalité destinés à protéger les Juifs, qui purent s’échapper vers l’Italie après l’armistice entre les Italiens et les Alliés le 3 septembre 1943. Le général Mario Vercellino, commandant en chef de l'armée d'occupation italienne, refusa de livrer les Juifs, pendant que l'évêque de Nice, Mgr Paul Rémond (reconnu Juste parmi les nations), avec le réseau Marcel, sauva des centaines de personnes,,,.
Pour sa part, le maréchal Ugo Cavallero, chef d'État-Major général des armées italiennes, manifesta, début novembre 1942, sa désapprobation concernant certains aspects de la politique allemande, notamment envers les Juifs. Il déclara aux Allemands : « Les violences contre les Juifs ne sont pas compatibles avec l'honneur de l'armée italienne. »
D'autres raisons, moins idéalistes et plus intéressées pécuniairement, sont toutefois évoquées par l'historien Davide Rodogno.

## Fin de l'occupation italienne en France
Le 8 septembre 1943, à la suite de la signature de l’armistice de Cassibile entre l'Italie et les Alliés, les Allemands prennent le contrôle des territoires jusque-là occupés par les Italiens en France. Les territoires annexés de facto par l’Italie (Menton…) reviennent sous administration du régime de Vichy. Les troupes italiennes présentes sur le territoire français ne se considèrent plus comme des troupes d’occupation et regagnent progressivement l’Italie. Alors que dans le Nord de l’Italie, se met en place une République sociale italienne (RSI) vassale de l’Allemagne, les troupes italiennes qui n’ont pas évacué à temps la France sont désarmées par la Wehrmacht et envoyées dans des camps de prisonniers en Allemagne.

## La Libération
Entre le 8 septembre et le 4 octobre 1943, les Allemands et le régime de Vichy tentent de reprendre le contrôle de la Corse, mais grâce au concours des Alliés (opération Vésuve coordonnée, depuis Alger, par le général Giraud), les résistants locaux et une partie des troupes italiennes font de l’île le premier département français métropolitain libéré ; les Italiens pro-Alliés perdent 600 hommes dans ces combats. Le reste des territoires de l’ancienne zone d’occupation italienne est libéré des Allemands en septembre 1944, par les troupes américaines et françaises débarquées en Provence à partir du 15 août 1944, entre Hyères (à l’est de Toulon) et Cannes.